# Гетманские столицы (серия монет)
Гетманские столицы (укр. Гетьманські столиці) — серия памятных монет, посвященных городам Украины, в которых находилась резиденция гетманов. По состоянию на 1 января 2015 Национальным банком Украины выпущено три серебряных монеты номиналом в 10 гривен, посвящённые Батурину, Чигирину и Глухову. Монеты серии не имеют единого оформления аверса и реверса.
О начале выпуска серии и выпуске монеты «Батурин» было объявлено письмом НБУ от 14 ноября 2005 года. О выпуске следующих монет («Чигирин» и «Глухов») было объявлено соответственно письмами от 15 мая 2006 и от 5 ноября 2008.
Планом выпуска монет на 2015 год был предусмотрен выпуск монеты, посвящённой Гадячу, однако эта монета не была выпущена в 2015 году и не включена в планы выпуска монет на 2016 и 2017 годы.

## Монеты
| Аверс | Реверс | Описание | Примечание |
| --- | ------ | --- | --- |
| |        | На аверсе: на фоне лучей — малый государственный герб Украины, запорожцы, логотип Монетного двора НБУ, надписи «УКРАЇНА 10 ГРИВЕНЬ 2005», обозначение металла и его проба — Ag 925, вес чистого серебра — 31,1. На реверсе: 4 портрета в медальонах, под ними надписи «ДЕМ`ЯН МНОГОГРІШНИЙ, ІВАН САМОЙЛОВИЧ, ІВАН МАЗЕПА, КИРИЛО РОЗУМОВСЬКИЙ», над портретами — герб Батурина, внизу — вид города с лубочной картинки середины XIX в., вверху — надпись «ГЕТЬМАНСЬКА СТОЛИЦЯ БАТУРИН».                                                           | - Название монеты: Батурин - Номинал: 10 гривен - Металл: серебро 925 - Масса чистого серебра: 31,1 г - Диаметр: 38,6 мм - Качество: пруф - Гурт: рифлёный - Тираж: 5 000 - Художник: Владимир Атаманчук - Скульптор: Владимир Атаманчук - Дата выпуска в обращение: 16 ноября 2005 - Отпускная цена НБУ: 618 гривен                  |
| Батурин — город в Черниговской области. Впервые упомянут в 1625 году. В городе находилась резиденция гетманов Левобережной Украины Демьяна Многогрешного, Ивана Самойловича и Ивана Мазепы. В 1708 году, после взятия города войсками под командованием Александра Меншикова, город был сожжён. Вновь стал гетманской столицей в 1750 году, при гетмане Кирилле Разумовском. |        | | |
| |        | На аверсе: казак с бунчуком на фоне знамён и пушек, малый государственный герб Украины, логотип Монетного двора НБУ, надписи «НАЦІОНАЛЬНИЙ БАНК УКРАЇНИ 10 ГРИВЕНЬ 2006», обозначение металла и его проба — Ag 925, вес чистого серебра — 31,1. На реверсе: 5 портретов в медальонах, под ними надписи «БОГДАН ХМЕЛЬНИЦЬКИЙ, ЮРІЙ ХМЕЛЬНИЦЬКИЙ, ІВАН ВИГОВСЬКИЙ, ПАВЛО ТЕТЕРЯ, ПЕТРО ДОРОШЕНКО», над портретами — герб Чигирина, внизу — вид города (фрагмент рисунка из летописи), вверху — герб города и надпись «ГЕТЬМАНСЬКА СТОЛИЦЯ ЧИГИРИН». | - Название монеты: Чигирин - Номинал: 10 гривен - Металл: серебро 925 - Масса чистого серебра: 31,1 г - Диаметр: 38,6 мм - Качество: пруф - Гурт: рифлёный - Тираж: 5 000 - Художник: Владимир Атаманчук - Скульптор: Владимир Атаманчук - Дата выпуска в обращение: 18 мая 2006 - Отпускная цена НБУ: 618 гривен                     |
| Чигирин — город в Черкасской области. Известен с первой половины XVI века. В городе находилась резиденция гетманов Богдана Хмельницкого, Юрия Хмельницкого, Ивана Выговского, Павла Тетери и Петра Дорошенко. Во время русско-турецкой войны 1672—1681 годов в результате турецкой осады город был разрушен, гетманская столица перенесена в Батурин.                        |        | | |
| |        | На аверсе: малый государственный герб Украины, пушка и колокол, логотип Монетного двора НБУ, надпись «НАЦІОНАЛЬНИЙ БАНК УКРАЇНИ 2008 10 ГРИВЕНЬ» обозначение металла и его проба — Ag 925, вес чистого серебра — 31,1. На реверсе: Киевские ворота Глуховской крепости, герб Глухова, над ним надпись «ГЕТЬМАНСЬКА СТОЛИЦЯ», портреты четырёх гетманов, под ними надпись «ІВАН СКОРОПАДСЬКИЙ, ПАВЛО ПОЛУБОТОК, ДАНИЛО АПОСТОЛ, КИРИЛО РОЗУМОВСЬКИЙ», внизу между стилизованными фрагментами орнамента надпись «ГЛУХІВ».                           | - Название монеты: Глухов - Номинал: 10 гривен - Металл: серебро 925 - Масса чистого серебра: 31,1 г - Диаметр: 38,6 мм - Качество: пруф - Гурт: рифлёный - Тираж: 5 000 - Художник: Анатолий Снежко - Скульптор: Анатолий Демьяненко, Святослав Иваненко - Дата выпуска в обращение: 10 ноября 2008 - Отпускная цена НБУ: 618 гривен |
| Глухов — город в Сумской области. Исторические источники упоминают о его существовании в 992 году. Гетманской столицей стал в 1708 году. В городе находилась резиденция гетманов Ивана Скоропадского, Павла Полуботка, Даниила Апостола, Кирилла Разумовского. В 1750 году Разумовский вновь провозгласил гетманской столицей Батурин.                                       |        | | |

## Стоимость монет
Средняя стоимость реализации монет серии в магазинах и на интернет-аукционах непостоянна, по состоянию на 1 апреля каждого года она составляла:
| Монета / цена (грн.) | 2010 | 2011 | 2012 | 2013 | 2014 |
| -------------------- | ---- | ---- | ---- | ---- | ---- |
| Батурин              | 650  | 700  | 700  | 600  | 450  |
| Чигирин              | 650  | 650  | 650  | 600  | 495  |
| Глухов               | 370  | 450  | 550  | 600  | 419  |